# Rhyacia radicea
Rhyacia radicea là một loài bướm đêm trong họ Noctuidae.